# Phaolô Tep Im Sotha
Paul Tep Im Sotha Samath (tiếng Khmer: ទេព អ៊ីមសុត្ថា; 1934 – Tháng 5 năm 1975) là một linh mục Công giáo Rôma và là Giám quản Tông Tòa Hạt Phủ doãn Tông Tòa Battambang người Campuchia. Tep Im được thụ phong linh mục năm 1959 và là người bản địa thứ hai trở thành linh mục Công giáo sau Simon Chhem Yen.
Tep Im lớn lên trong một gia đình theo đạo Công giáo, hồi nhỏ từng theo học nhiều trường giáo lý ở nước ngoài, chẳng hạn như tại Việt Nam, Pháp và Ý. Sau buổi lễ thụ phong linh mục tại Nhà thờ Đức Bà Paris, Tep Im tiếp tục học thêm về thần học ở Roma. Tuy vậy, mối bận tâm ngày càng tăng đối với các vấn đề trong nước cũng như cuộc trò chuyện đầy ý nghĩa với giám mục người Mỹ Fulton J. Sheen khiến ông quyết tâm từ bỏ đời sống tu viện và trở về Campuchia vào tháng 8 năm 1962. Sau khi thành lập Hạt Phủ doãn Tông Tòa Battambang, Tep Im được Giáo hội bổ nhiệm làm Phủ doãn Tông Tòa vào ngày 26 tháng 9 năm 1968, mà ông vẫn giữ chức vụ này cho đến tận lúc lìa bỏ cõi đời dưới chế độ Khmer Đỏ vào đầu tháng 5 năm 1975.
Tep Im từng được nhà sử học Milton Osborne mô tả là một linh mục với sự hiểu biết vượt trội về cả đức tin Công giáo và xã hội Campuchia. Tên ông còn được giới chức Campuchia đặt cho một khu nội trú dành cho học sinh trung học và sinh viên ở Battambang. Tháng 6 năm 2015, Giáo hội Công giáo chính thức mở cuộc điều tra về vụ tử vì đạo được cho là của Tep Im, cùng với những người khác như Joseph Chhmar Salas đã chết trong thảm họa diệt chủng ở Campuchia.